# برایان سندووال
برایان ساندووال (به انگلیسی: Brian Sandoval) فرماندار ایالت نوادا از حزب جمهوری‌خواه ایالات متحده آمریکا بود که در تاریخ ۳ ژانویه ۲۰۱۱ میلادی به عنوان فرماندار انتخاب شد و تا ۷ ژانویه ۲۰۱۹ در این سمت باقی ماند. سندووال دارای دکترای حقوق از دانشگاه ایالتی اهایو است.